# Sośnina (Dworki)
Sośnina (niem. Fichtig) – przysiółek wsi Dworki w Polsce, położony w województwie dolnośląskim, w powiecie kłodzkim, w gminie Nowa Ruda, w Sudetach Środkowych pod samym grzbietem Wzgórz Włodzickich, na południowy wschód od Włodzickiej Góry, na wysokości około 680–690 m n.p.m.
W latach 1975–1998 przysiółek administracyjnie należał do województwa wałbrzyskiego.

## Historia
Sośnina powstała na przełomie XVI i XVII wieku jako kolonia Dworków, w czasie intensywnej kolonizacji Wzgórz Włodzickich. W 1631 roku było tu 13 gospodarstw, potem miejscowość zmniejszyła się, w roku 1748 było ty tylko 8 domów. W roku 1787 we wsi były 22 domy, większość mieszkańców utrzymywała się z tkactwa. Na początku XIX wieku Sośnina powiększyła się, w roku 1825 były tu już 32 domy i znacznie zwiększyła się liczba mieszkańców. Po 1945 roku miejscowość została zasiedlona tylko częściowo, a w następnych latach postępował proces wyludniania wsi, w 1995 roku były tam tylko 2 domy.

## Szlaki turystyczne
Przez Sośninę prowadzi  szlak turystyczny z Nowej Rudy na Włodzicką Górę.